# (500004) 2011 QE4
(500004) 2011 QE4 es un asteroide perteneciente al cinturón de asteroides, descubierto el 2 de agosto de 2011 por el equipo del Pan-STARRS desde el Observatorio de Haleakala, Hawái, Estados Unidos.

## Designación y nombre
Designado provisionalmente como 2011 QE4.

## Características orbitales
2011 QE4 está situado a una distancia media del Sol de 3,164 ua, pudiendo alejarse hasta 3,321 ua y acercarse hasta 3,007 ua. Su excentricidad es 0,049 y la inclinación orbital 8,108 grados. Emplea 2056,02 días en completar una órbita alrededor del Sol.
Los próximos acercamientos a la órbita de Júpiter se producirán el 4 de diciembre de 2034, el 20 de julio de 2045 y el 17 de marzo de 2056, entre otros.

## Características físicas
La magnitud absoluta de 2011 QE4 es 16.